# Cyrtanthus ventricosus
Cyrtanthus ventricosus är en amaryllisväxtart som beskrevs av Carl Ludwig von Willdenow. Cyrtanthus ventricosus ingår i släktet Cyrtanthus, och familjen amaryllisväxter. Inga underarter finns listade i Catalogue of Life.